# Platysomiformes
I platisomoidi (Platysomoidei), o platisomiformi (Platysomiformes), sono un gruppo di pesci ossei estinti, appartenenti agli attinotterigi. Vissero tra il Carbonifero inferiore e il Triassico medio (circa 345 - 245 milioni di anni fa) e i loro resti fossili sono stati ritrovati in tutti i continenti ad eccezione dell'Antartide.

## Descrizione
La caratteristica principale dei platisomoidi era la forma del loro corpo, particolarmente alta e appiattita lateralmente; in sostanza, il contorno del corpo dei platisomoidi era pressoché ovale o rombico, e assomigliava a quello di alcuni pesci attuali come il pesce San Pietro. I platisomoidi furono tra i primi pesci ossei a sviluppare una morfologia diversa rispetto alla classica "forma a fuso" tipica degli attinotterigi arcaici come Cheirolepis, Moythomasia e i paleoniscoidi. Le pinne dorsali e anali erano spesso poste molto indietro nel corpo. Le scaglie dei platisomoidi erano costituite essenzialmente da tessuto osseo, ed erano prive di ganoina o di cosmina (come invece avveniva in molti pesci ossei arcaici), ed erano molto alte.
I platisomoidi, oltre che dal corpo compresso lateralmente, a forma di rombo, erano caratterizzati da lunghe pinne anali e dorsali, piccole pinne pelviche (in alcune specie erano addirittura scomparse) e una mandibola corta. La coda era eterocerca e biforcuta.

## Classificazione
Il nome Platysomoidei venne utilizzato per la prima volta nel 1937 da Aldinger. Solitamente classificati all'interno del gruppo parafiletico dei paleonisciformi, i platisomoidi erano in realtà un gruppo di pesci ben distinto, probabilmente vicino all'origine dei Chondrostei. Tra le forme più note si ricordano Platysomus, Enzichthys e Paranaichthys. Altre forme inizialmente classificate all'interno di questo gruppo come Bobasatrania, Ebenaqua ed Ecrinesomus, sono in realtà attribuibili a un ordine a sé stante, i Bobasatraniiformes. Altre forme, come Chirodus, Styracopterus e Benedenius, anch'esse inizialmente attribuite ai platisomoidi, potrebbero in realtà far parte di un altro clade di pesci dal corpo appiattito, gli Eurynotiformes; anche altri generi come Adroichthys in realtà sembrerebbero essere stati solo simili ai veri platisomoidi. Un altro pesce dal profilo elevato, inizialmente considerato affine ai platisomoidi, è Dorypterus. Tutte queste specie potrebbero aver sviluppato una forma del corpo piatta solo come convergenza evolutiva con i veri platisomoidi. 
- Platysomiformes
  - Platysomidae
    - Aestuarichthys
    - Dorsolepis
    - Enzichthys
    - Kargalichthys
    - Ningxiaplatysomus
    - Paranaichthys
    - Platysomus
    - Schaefferichthys
    - Sinoplatysomus
    - Tompoichthys

## Paleoecologia
I pesci attuali dotati di una forma compressa e alta come quella dei platisomoidi sono tipici abitanti delle scogliere e delle acque calme. È probabile che anche i platisomoidi fossero pesci che nuotavano lentamente in zone marine tranquille e, grazie ai loro corpi stretti, riuscissero a manovrare bene tra gli scogli.